# SN 1993F
SN 1993F – supernowa odkryta 18 stycznia 1993 roku w galaktyce A075721+2004. W momencie odkrycia miała maksymalną jasność 18,50m.